# Ростами, Киануш
Киануш Ростами (перс. کیانوش رستمی‎, 23 июля 1991) — иранский тяжелоатлет, двукратный чемпион мира, чемпион Азии, олимпийский чемпион и серебряный призёр Олимпийских игр.

## Биография
Родился в Исламабаде-Гербе. 
В 2010 году стал чемпионом мира среди юниоров. В 2011 году выиграл чемпионаты мира среди юниоров и среди взрослых, а также стал серебряным призёром чемпионата Азии. В 2012 году завоевал бронзовую медаль Олимпийских игр в Лондоне и серебряную медаль чемпионата Азии. В 2014 году стал серебряным призёром Азиатских игр и чемпионом мира.
31 мая 2016 года на турнире в Тегеране установил два мировых рекорда: в толчке поднял 220 кг, а по сумме упражнений — 395 кг. 12 августа 2016 года на Олимпийских играх в Рио-де-Жанейро улучшил свое достижение по сумме упражнений до 396 кг.

На чемпионате мира 2022 года в Боготе, в Колумбии в категории до 89 кг занял четвертое место по сумме двух упражнений с результатом 380 кг, в его копилке только малая серебряная медаль в рывке (174 кг).